# داسمارینیاس
داسمارینیاس (به لاتین: Dasmariñas) یک شهر در فیلیپین است که در استان کاویته واقع شده‌است. داسمارینیاس وسیع‌ترین و پرجمعیت‌ترین این استان محسوب می‌شود.

## خصوصیات
داسمارینیاس ۹۰٫۱۳ کیلومترمربع مساحت و ۵۷۵٬۸۱۷ نفر جمعیت دارد.